# Herold

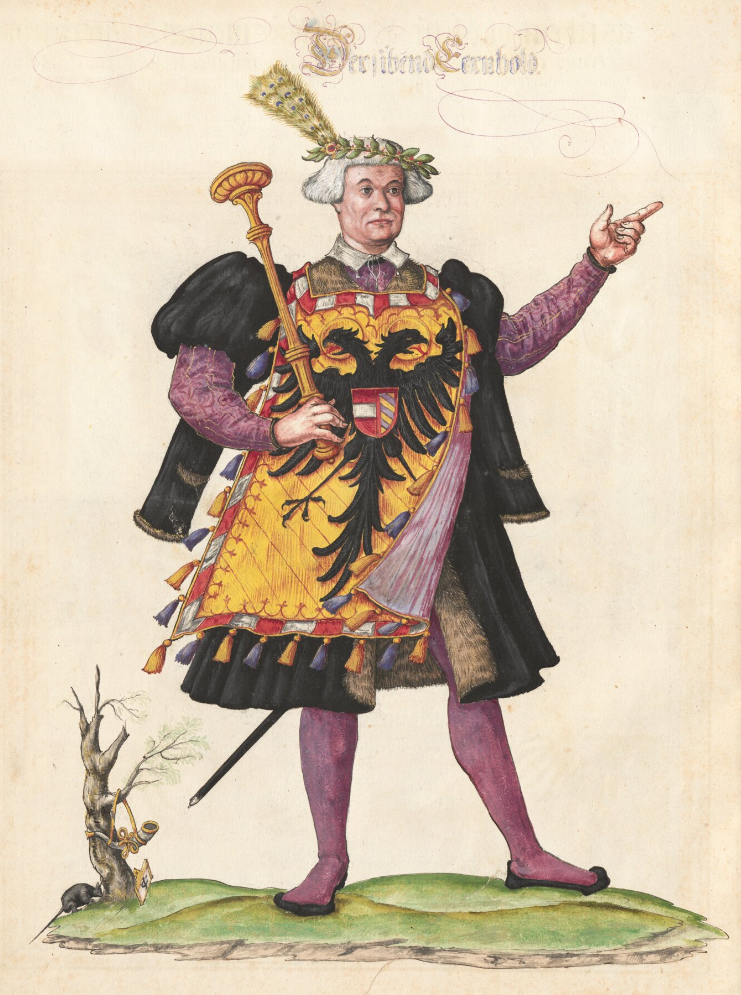
Ein habsburgischer Herold im Jahr 1559 aus dem "Ehrenspiegel des Hauses Österreich"

Der Herold war im Mittelalter ein Fachmann für Fragen des Zeremoniells, der auch als Bote fungierte und damit eine Vorform des Diplomaten war. Der Gehilfe und die Vorstufe zum Herold ist der Unterherold, Persevant oder Persefant.
Das Wort Herold stammt vom spätmittelhochdeutsch heralt, heralde, altfranzösisch héraut, haraut, hiraut, hiraudie, die wohl alle auf das altfränkische hariwald (althochdeutsch heriwalto) zurückgehen, also Heer-Walter, im Sinne von der im Heer Waltende oder Verwaltende.
Persevant oder Persefant kommen von frz. poursuivant‚ der (dem Herold) Nachfolgende (Wappenfolger), oder der Amtsanwärter.

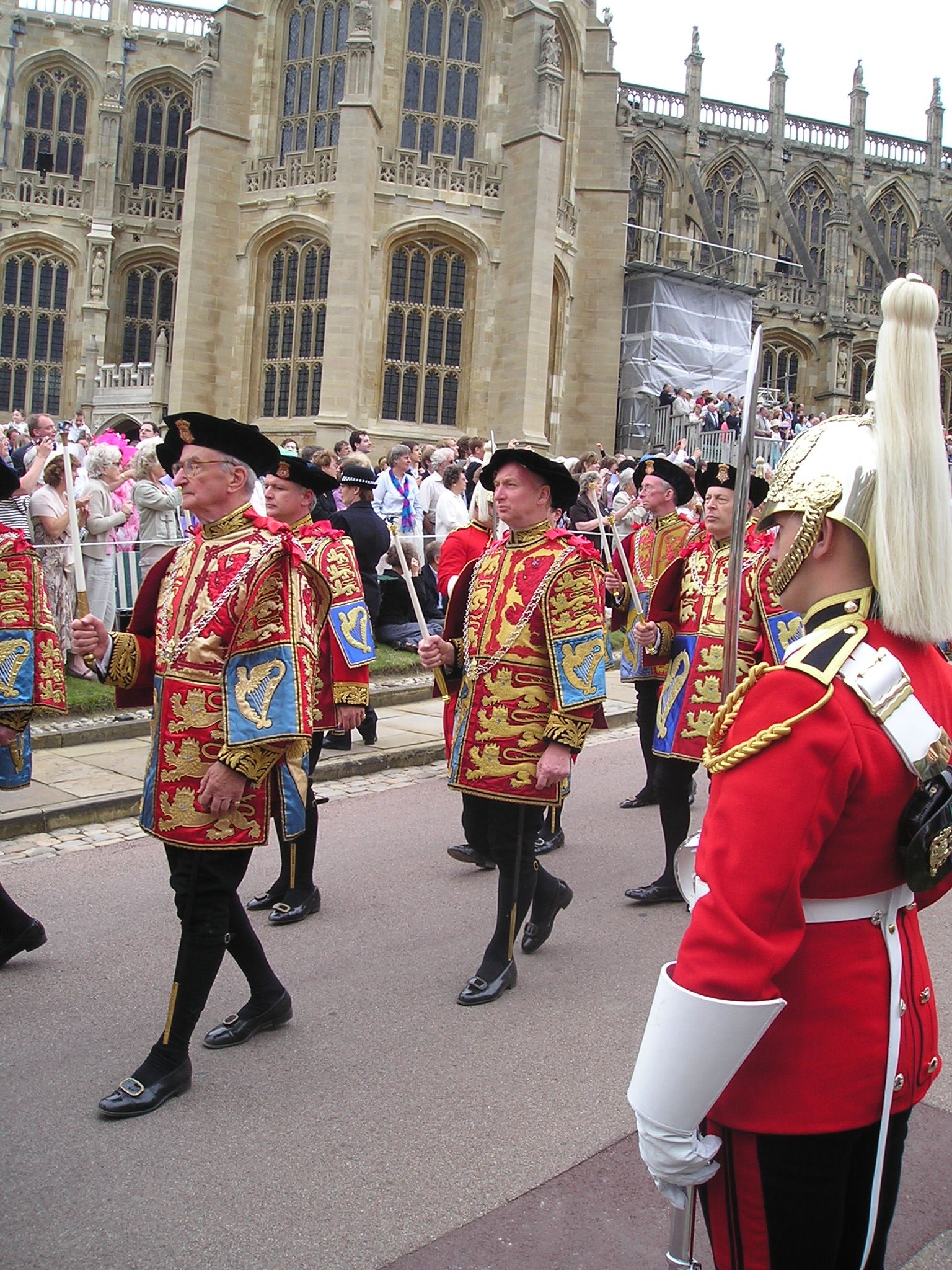
Herolde in Windsor (2006)

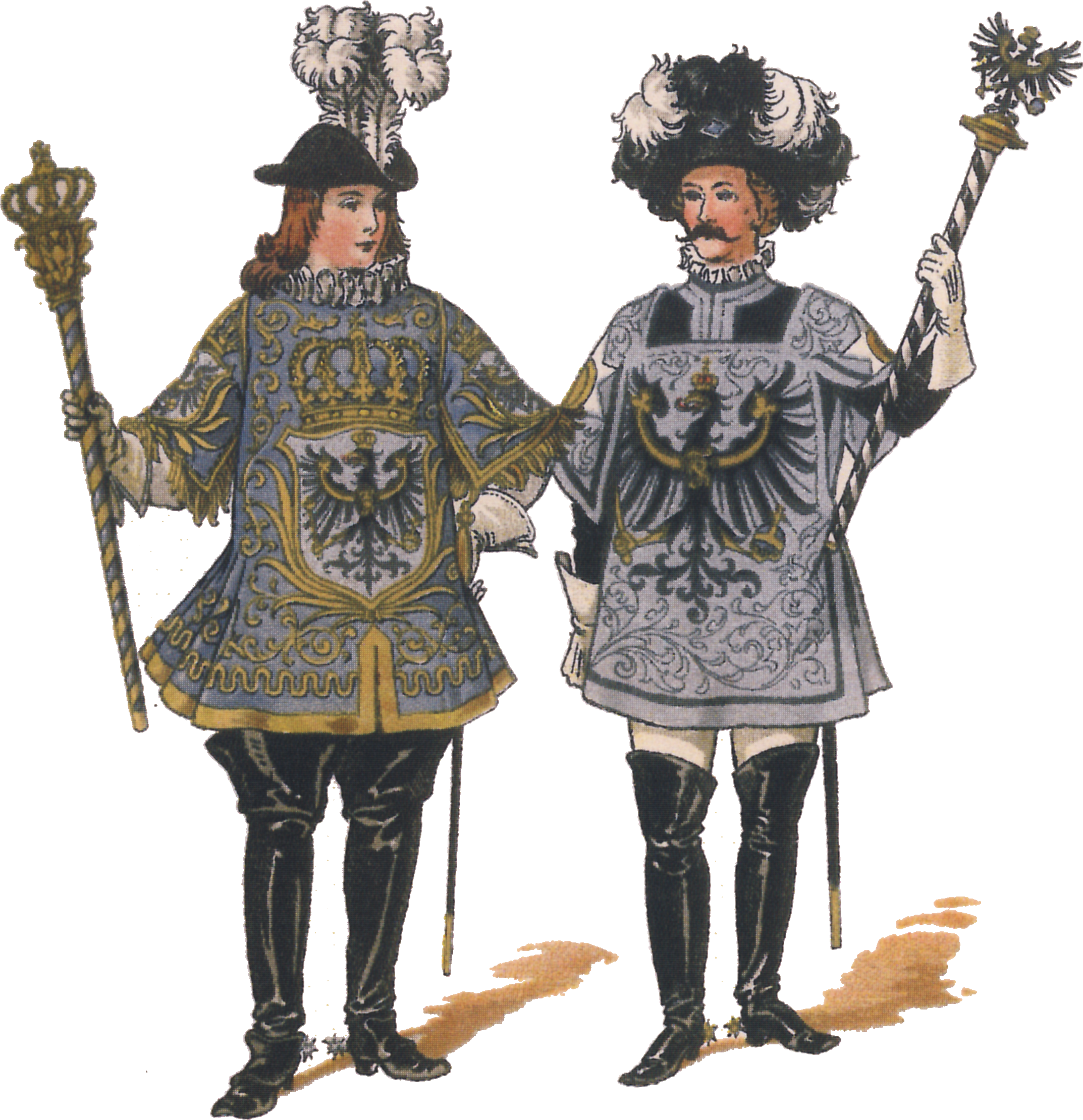
Preußische Herolde (Hugo Gerard Ströhl: Heraldischer Atlas, 1899)

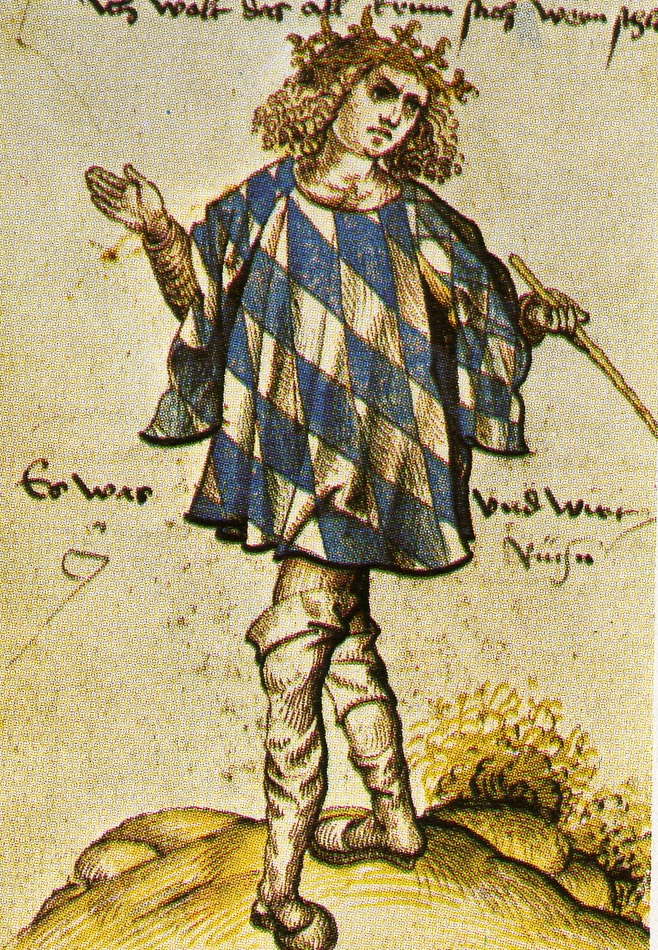
Bayerischer Herold (Jörg Rügen) um 1510

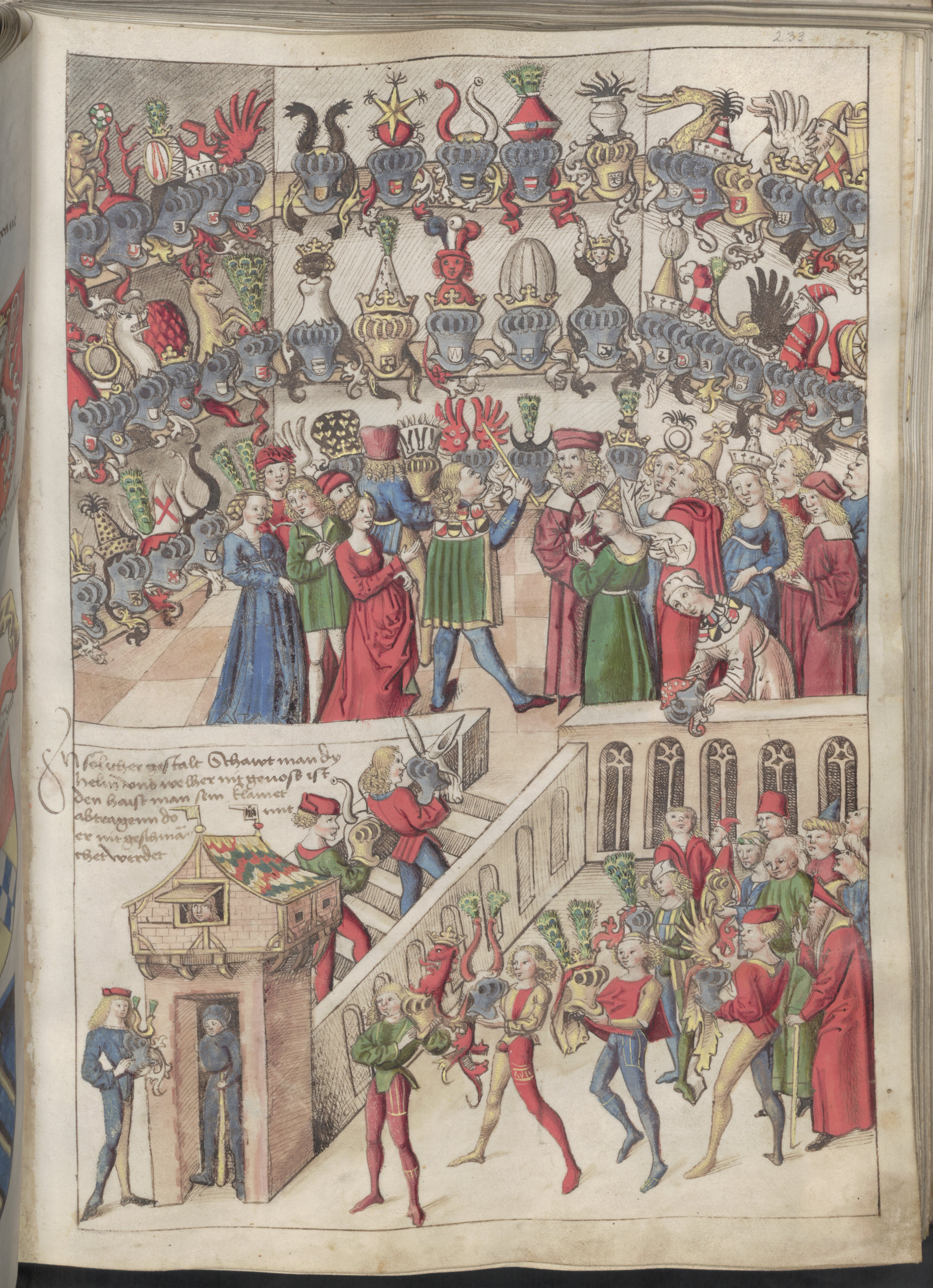
Wappenschau: Herolde und Damen diskutieren Helmzier von Turnierteilnehmern. Buchmalerei aus Grünenbergs Wappenbuch, Ende 15. Jh.

## Geschichte
Herolde sind in Nordwesteuropa ab dem späten 12. Jahrhundert nachweisbar. Die meisten frühen Belege stammen aus England, Nordfrankreich und den heutigen Benelux-Staaten; im Reich nördlich der Alpen und in Italien sind sie etwas später nachweisbar. Die meisten Herolde standen im Dienst von Fürsten, einige dienten einer Kommune, einer Adelsgenossenschaften oder einem Orden wie dem Hosenbandorden. Besonders stark institutionalisiert war und ist das Heroldswesen in England. Ab dem ausgehenden Mittelalter wurde ein Teil ihrer Aufgaben von Heroldsämtern wahrgenommen, die in der Frühen Neuzeit und im 19. Jahrhundert in fast allen europäischen Staaten die Annahme neuer Wappen, Rangfragen innerhalb des Adels und Standeserhöhungen kontrollierten. Im 20. Jahrhundert wurden sie vielerorts mit dem Ende der Monarchie abgeschafft, in einigen Königreichen bestehen sie aber weiterhin.

## Aufgaben
Herolde waren Experten für Fragen des Zeremoniells im Zusammenhang mit Turnieren, höfischen Festen, Herrschertreffen, Empfängen und ähnlichen Ereignissen. Sie genossen im Krieg diplomatische Immunität und waren an einen eigenen Ehrenkodex gebunden, der das Tragen von Waffen oder das Ausspionieren gegnerischer Stellungen verbot. Herolde trugen als Heroldstracht einen besonderen, mit dem Wappen ihres Dienstherrn geschmückten Mantel, den Tappert. Dazu nahmen sie, wie auch die Wappenkönige und Persevanten, einen Amtsnamen an. Gewählt wurde der Name der Region oder des Stammsitzes seines Herrn. Beispiel ist der Amtsname Bairland des Persevanten Herzog Georgs von Bayern-Landshut (1479–1503) und Romrich der Amtsname des ranghöchsten kaiserlichen Herolds.

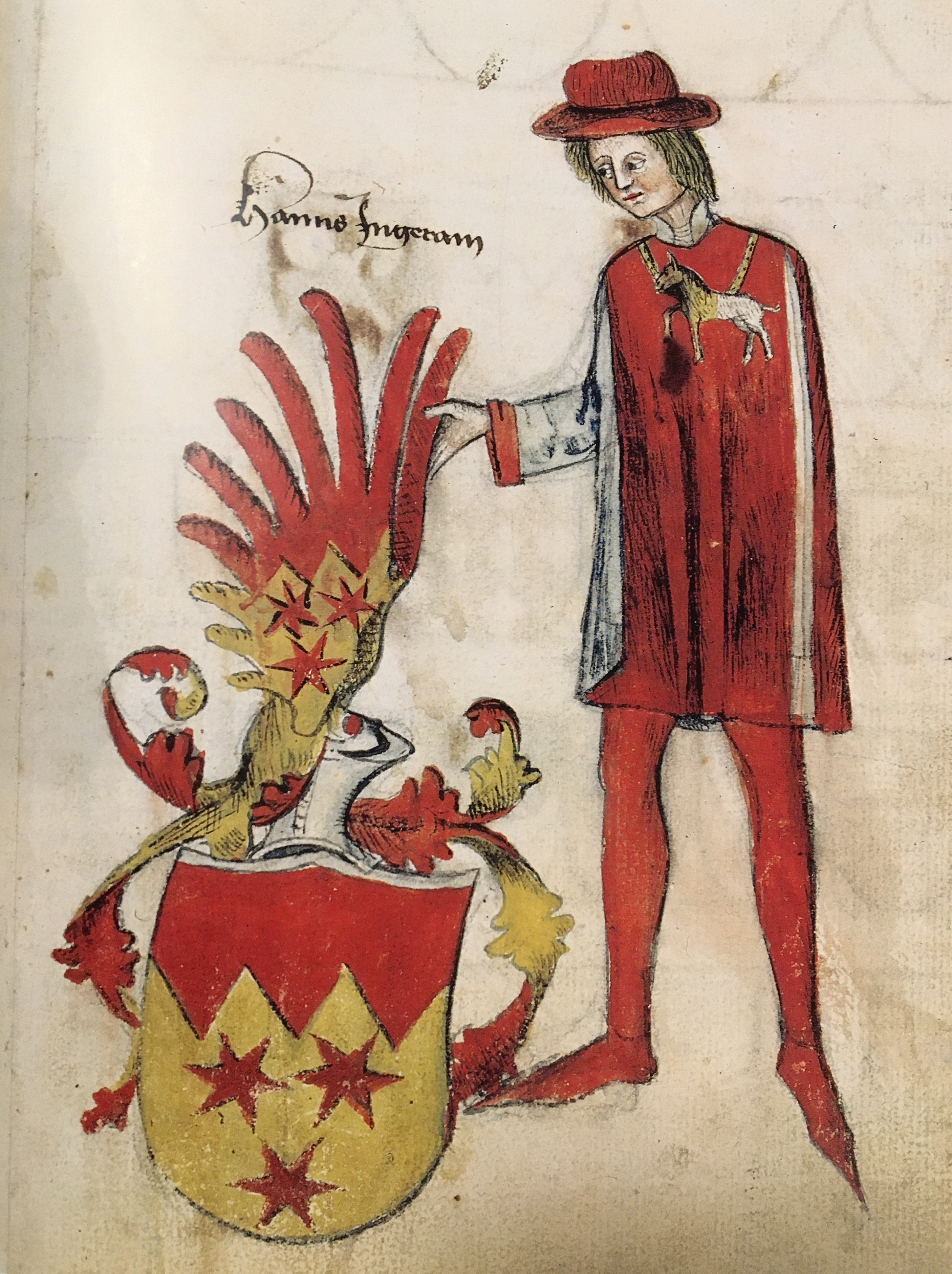
Hanns Ingeram, ein Persevant (Unterherold) im typischen Tappert-Übergewand mit dem Symbol der Gesellschaft im Oberen Esel um den Hals, mit roten Beinlingen, ein Wappenschild mit Turnierhelm prüfend, Heidelberg (?) um 1455

Die Herolde waren u. a. verantwortlich für die Identifizierung der Ritter anhand ihrer Wappen im Turnier bzw. im Krieg. Zu diesem Zweck wurden Wappenrollen und Wappenbücher aufgezeichnet, die die Unterscheidung von Wappen erleichterten. Diese Verzeichnisse waren in einer besonderen Fachsprache abgefasst, die eine eindeutige Beschreibung, das Blasonieren (von französisch blason ‚Wappen‘), erleichterte.

## Liste früherer Herolde und Persevanten
- Burggraf, Hans, Persevant der Markgraf Friedrich II. von Brandenburg, um 1450.
- Frankolin, Johann, ungarischer Herold von 1522 bis 1580.
- Gymnich, Johann, Herold am Rhein, 16. Jh.
- Holland, Johann, Herold in Bayern, um 1420.
- Ingeram, Hans, Persevant der Turniergesellschaft zum Esel, 1459.
- Landsberger, Lorenz, genannt Theutschland, Herold (Augsburg), 1541.
- Lutz, Hans, Herold des Feldhauptmanns Georg Truchseß von Waldburg, 1525.
- Lutz, Hans, Reichsherold des Herzogs Friedrich von der Pfalz und Zweybrück, 1530.
- Marburg, Wigand von, Herold des Hochmeisters des Deutschen Ordens.
- O’Kelly d’A(u)ghrim of Cullagh and Ballynahown, Sir William († 1751), Reichsritter und Hofpfalzgraf (Comes palatinus), seit 1750 Adoptiv-Vater von Wilhelm Mac Neven O’Kelly ab Aghrim
- Pesl, Paul, genannt Österreich, „Ehrenhold“ Ferdinands I., † 1526.
- Rügen, Jörg, bayerischer Herold, 1492, identisch mit Georg Rüxner
- Sturm, Caspar, genannt Teutschland, Reichsherold; * 1475, † 1552.
- Suchenwirt, Peter, österreichischer Herold, 1356–1396.